# Багатозначна логіка
Багатозначна логіка — тип некласичної логіки, характерний наявністю більш ніж двох можливих істинних значень (істинності та хибності). Першу систему багатозначної логіки запропонував польський математик Ян Лукасевич в 1920 році. В наш час[коли?] існує дуже багато інших систем багатозначної логіки, які в свою чергу можуть бути згруповані за класами. Найважливішими з таких класів є часткові логіки та нечіткі логіки.

## Тризначні логіки
Тризначна логіка була історично першою багатозначною логікою, і є найпростішим розширенням двозначної логіки. Перелік істинних значень тризначної логіки, окрім «істинно» та «хибно» включає також третє значення, яке, як правило, трактується як «невизначене», «невідоме» або «помилкове». В останньому випадку логіку зазвичай називають частковою.
У тризначній логіці природно не дотримується закон виключеного третього. Разом з тим, важливою властивістю тризначних логік, що відображає їх адекватність, є те, що всі вони являють собою розширення класичної двозначної логіки. Тобто, за припущення, що символи, які інтерпретуються, не приймають третього істиннісного значення, семантика формул в тризначній логіці така ж, як і в двозначній.

## Скінченнозначні логіки
Скінченнозначні логіки (інша назва — 'k'-значні) є узагальненням двозначної логіки в тому, що функція в ній може приймати не два значення (0 і 1), а значення від 0 до k-1. Істотною відмінністю 'k'-значної логіки від двозначної є той факт, що наразі не існує повного опису замкнених класів при k>2. У двозначній логіці навпаки існує повний опис системи замкнутих класів, запропонований Емілем Постом у 1940 році.
Існують наступні перепозначення для функцій кон'юнкції та диз'юнкції:
- A ∧ B = min (A, B)
- A ∨ B = max (A, B)

## Нескінченнозначні логіки
Нескінченнозначну логіку можна ввести наступним чином:
- Істинне значення знаходиться на відрізку дійсних чисел від 0 до 1;
- Заперечення визначається як: ¬ A = 1-A;
- Кон'юнкція визначається як: A ∧ B = min (A, B);
- Диз'юнкція визначається як: A ∨ B = max (A, B).

До формальних систем нескінченнозначної логіки можуть бути віднесені системи R-функцій В. Л. Рвачова .

## Теорія ймовірностей і багатозначні логіки
Може здатися, що теорія ймовірностей дуже схожа на нескінченнозначну логіку: ймовірності відповідає істинне значення (1 = істина, 0 = хиба), ймовірність ненастання якої-небудь події відповідає запереченню, ймовірність одночасного настання двох подій відповідає кон'юнкції, а ймовірність настання хоча б однією з двох подій відповідає диз'юнкції.
Однак між багатозначними логіками і теорією ймовірностей є принципова відмінність: в логіках істинне значення будь-якої функції цілком визначається істинними значенням її аргументів, тоді як в теорії ймовірностей, ймовірність складеної події залежить не тільки від ймовірностей подій-компонентів, але і від їх залежності один від одного (що виражається через їх умовні ймовірності).
Це проявляється, зокрема, в тому, що в теорії ймовірностей виконується еквівалент «закону виключеного третього»: ймовірність того, що деяка подія {відбудеться чи не відбудеться}, завжди дорівнює одиниці, тоді як у багатозначних логіках закон виключеного третього не виконується.
У теорії ймовірностей виконується також еквівалент «закону протиріччя»: ймовірність того, що {деяка подія одночасно настане і не настане}, завжди дорівнює 0, тоді як в багатозначних логіках закон протиріччя не виконується.
Також існує певний зв'язок між істинними значеннями нескінченновимірної логіки та ймовірностями теорії ймовірностей, а саме:
- Якщо a- ймовірність деякої події, то ймовірність ненастання цієї події становить 1-a;
- Якщо a і b- ймовірності деяких двох подій, то ймовірність спільного настання цих двох подій не перевищує min(a,b);
- Якщо a і b- ймовірності деяких двох подій, то ймовірність настання хоча б однієї з цих двох подій більша, або дорівнює max(a,b).